# Historia legal del impuesto sobre la renta en los Estados Unidos
La tributación de los ingresos en los Estados Unidos se ha practicado desde la época colonial. Algunos estados del sur impusieron sus propios impuestos sobre los ingresos de la propiedad, tanto antes como después de la Independencia. La Constitución facultaba al gobierno federal para aumentar los impuestos a una tasa uniforme en todo el país y requería que los "impuestos directos" se impusieran solo en proporción a la población del censo de cada estado.
El impuesto federal sobre la renta se introdujo por primera vez en virtud del Revenue Act of 1861 para ayudar a pagar los gastos militares resultantes de la Guerra Civil. Fue renovada en años posteriores y reformada en 1894 bajo la forma del Wilson–Gorman Tariff Act.
Los desafíos legales se centraron en si el impuesto sobre la renta entonces vigente constituía un "impuesto directo". En el caso Springer v. United States de 1881, la Corte Suprema confirmó el régimen fiscal entonces vigente.
Por lo tanto, el Wilson–Gorman Tariff Act, de 1884, fue declarado inconstitucional en el caso: Pollock v. Farmers' Loan and Trust Company.
En este contexto, en 1909 se propone la Decimosexta Enmienda a la Constitución de los Estados Unidos, que recién sería aprobada en 1913 y que canceló el requisito de "prorrateo" para los impuestos sobre la renta. Acto seguido, se reintrodujo el impuesto sobre la renta federal a través del Revenue Act of 1913.
En el caso: Brushaber v. Union Pacific Railroad Company (1916), se dictaminó que el Revenue Act of 1913 era constitucional.
Las acciones legales posteriores se referían a lo que debería contarse como "ingresos" según el Revenue Act of 1913. En Eisner v. Macomber (1920), la Corte Suprema dictaminó que los dividendos proporcionales en acciones no estaban sujetos a impuestos como ingresos, sobre la base de que los ingresos por dividendos no eran "separables" de la tenencia de capital de la que se derivaban. Sin embargo, decisiones posteriores han tendido a limitar este punto de vista de "divisibilidad" ya defender los estatutos federales como ejercicios del poder del Congreso para gravar.

## Antes de la Decimosexta Enmienda

### Período colonial
El primer intento de gravar los ingresos en los Estados Unidos fue en 1643 cuando varias colonias instituyeron un impuesto de "facultades y habilidades". Los recaudadores de impuestos irían literalmente de puerta en puerta y preguntarían si el individuo tuvo ingresos durante el año. Si es así, el impuesto se calculó en el acto. El impuesto sobre la renta generó pocos ingresos y se consideró un complemento de las formas más tradicionales de impuestos a la propiedad.

### Disposiciones constitucionales
El Artículo I, Sección 8, Cláusula 1 de la Constitución de los Estados Unidos (la " Cláusula de Impuestos y Gastos "), especifica el poder del Congreso para imponer "Impuestos, Aranceles, Impuestos e Impuestos Especiales", pero el Artículo I, Sección 8 requiere que, "Los aranceles, impuestos e impuestos especiales serán uniformes en todo Estados Unidos".
Además, la Constitución limitó específicamente la capacidad del Congreso para imponer impuestos directos, al exigir que los impuestos directos se impongan en proporción a la población del censo de cada estado. Se pensó que era probable que se abusara de los impuestos por cabeza y los impuestos sobre la propiedad (los esclavos podían gravarse como uno o ambos) y que no tenían relación con las actividades en las que el gobierno federal tenía un interés legítimo. La cuarta cláusula de la sección 9, por lo tanto, especifica que "No se establecerá ningún impuesto de capitación u otro impuesto directo, a menos que sea en proporción al censo o enumeración aquí antes ordenado que se tome".
Los impuestos también fueron el tema del Federalist No. 33 escrito en secreto por el federalista Alexander Hamilton bajo el seudónimo de Publius. En él, explica que la redacción de la cláusula "Necesario y Propio" debe servir de guía para la legislación de leyes en materia tributaria. El poder legislativo debe ser el juez, pero cualquier abuso de esos poderes de juzgar puede ser anulado por la gente, ya sea como estados o como un grupo más grande.

### Impuestos sobre la renta estatales y coloniales tempranos
A principios del siglo XVIII y hasta bien entrado el siglo XIX, varias colonias y estados del sur adoptaron un impuesto sobre la renta inspirado en el impuesto instituido en Inglaterra. La teoría británica era que se gravan los ingresos de la propiedad, y no la propiedad en sí misma; por lo tanto, las ventas de propiedades no estaban sujetas a impuestos.

### Primera Ley del Impuesto sobre la Renta
El 5 de agosto de 1861, el gobierno de los Estados Unidos impuso su primer impuesto sobre la renta personal, para ayudar a pagar su esfuerzo bélico en la guerra civil estadounidense. Este cargo fue instituido a través del Revenue Act of 1861.
Las tasas impositivas eran del 3% sobre ingresos superiores a $ 600 y menores de $ 10,000, y del 5% sobre ingresos superiores a $ 10,000. En 1862, este impuesto fue reemplazado por otro impuesto sobre la renta instituido a través del Revenue Act of 1862.
Después de la guerra, cuando disminuyó la necesidad de ingresos federales, el Congreso (en el Revenue Act of 1870) dejó que la ley fiscal expirara en 1873. Sin embargo, en 1880, uno de los desafíos a la validez de este impuesto llegó a la Corte Suprema de los Estados Unidos.
En el caso: Springer v. United States, el contribuyente sostuvo que el impuesto sobre la renta sobre sus ganancias profesionales y los ingresos por intereses de los bonos violaba el requisito de "impuesto directo" de la Constitución.
La Corte Suprema concluyó que el impuesto del que se quejaba el Sr. Springer (es decir, un impuesto sobre las ganancias profesionales y sobre los intereses de los bonos) estaba dentro de la categoría de un impuesto especial o tasa, y no era un impuesto de capitación (basado en la población) ni un impuesto sobre la propiedad. El tribunal también concluyó que los impuestos directos, en el sentido de la Constitución, eran únicamente impuestos de capitación e impuestos sobre bienes inmuebles.

### Segunda Ley del Impuesto sobre la Renta
En 1894, un Congreso encabezado por demócratas aprobó el Wilson–Gorman Tariff Act. Esto impuso el primer impuesto sobre la renta en tiempos de paz. La tasa era del 2% sobre ingresos superiores a $4000, lo que significaba que menos del 10% de los hogares pagaría algo. El propósito del impuesto sobre la renta era compensar los ingresos que se perderían por las reducciones arancelarias. Esta fue una disposición controvertida y, de hecho, la ley se aprobó sin la firma del presidente Grover Cleveland.

#### Sobre la inconstitucionalidad delWilson–Gorman Tariff Act
La constitucionalidad del Wilson–Gorman Tariff Act se debatió a través del caso: Pollock v. Farmers' Loan Trust Company (1895),, donde Charles Pollock demandó a la corporación en la que poseía acciones, alegando que la corporación nunca debería haber pagado el impuesto sobre la renta porque el impuesto era inconstitucional.
En este caso, el impuesto se pagaba sobre la renta de la tierra. Pollock argumentó que dado que un impuesto sobre bienes inmuebles es un impuesto directo, un impuesto sobre los ingresos de dicha propiedad también debería ser un impuesto directo. Porque la Constitución prohibía un "impuesto directo" a menos que el impuesto sea prorrateado, por lo que argumentó que el impuesto sobre la renta no prorrateado debería declararse inconstitucional.
El argumento del "impuesto directo" también había sido utilizado en el caso Springer v. United States de 1881, pero ahora la Corte se centró más de cerca en la redacción de la Constitución. Las disposiciones fueron el Artículo I, Sección 8, Cláusula 1, que establece que "todos los Aranceles, Impuestos e Impuestos Especiales serán uniformes en todos los Estados Unidos" y el Artículo I, Sección 9, Cláusula 4, que establece: "Ninguna Capitación u otros Directo, se establecerá el impuesto, a menos que sea en proporción al censo o enumeración aquí antes ordenado que se tome.
En efecto, esta última cláusula requería que cualquier impuesto directo se basara en un censo. Por ejemplo, si el gobierno deseara recaudar $10 millones y Nueva York tuviera el 20% de la población total de EE. UU. en ese momento, entonces Nueva York tendría que recaudar $2 millones. Si Nueva York tuviera 1 millón de residentes, cada residente debería $2 en impuestos. Obviamente, un impuesto basado en la renta no podría lograr tal proporcionalidad, ya que las rentas diferían entre los individuos.
Esta vez, la Corte afirmó que "si bien ha habido, de vez en cuando, indicios de que podría haber algún impuesto que no era un impuesto directo, ni estaba incluido bajo las palabras 'aranceles, gravámenes e arbitrios', tal impuesto, durante más de 100 años de existencia nacional, aún no se ha descubierto, a pesar de que el estrés de circunstancias particulares ha invitado a una investigación exhaustiva de las fuentes de ingresos". En otras palabras, el poder impositivo federal consta de cuatro categorías: impuestos directos, aranceles, contribuciones e impuestos indirectos (las tres últimas categorías a veces se denominan simplemente "impuestos indirectos").
El 8 de abril de 1865, la Corte Suprema dictaminó por una mayoría de 5 a 4 que el impuesto sobre la renta no prorrateado sobre la renta de la tierra era inconstitucional. El 20 de mayo de 1895, la Corte amplió su decisión para dictaminar que el impuesto sobre la renta no prorrateado sobre los ingresos de propiedad personal (como los ingresos por intereses y los ingresos por dividendos) también era inconstitucional. Esta decisión anuló parcialmente el fallo en Springer v. Estados Unidos.
El Tribunal sostuvo que los impuestos sobre las rentas o rentas de bienes inmuebles, sobre la propiedad personal o sobre la renta de la propiedad personal (por ejemplo, intereses y dividendos) eran impuestos directos en el sentido de la Constitución y, por lo tanto, debían distribuirse. En Springer v. Estados Unidos, la Corte Suprema había sostenido que los impuestos directos en el sentido de la Constitución eran únicamente impuestos de capitación e impuestos sobre bienes inmuebles.
Por lo tanto, en Pollock v. Farmers' Loan Trust Company (1895), la Suprema Corte anuló una parte de la decisión decisión tomada en el caso Springer v. Estados Unidos al ampliar la definición de impuestos directos.
La parte de la decisión tomada en el caso Springer v. Estados Unidos que no fue anulada por la Corte Suprema en el caso: Pollock v. Farmers' Loan Trust Company (1895) era la parte de la participación que se aplicaba a los impuestos sobre las ganancias profesionales. Dado que el prorrateo de los impuestos sobre la renta no es práctico, la decisión del Tribunal tuvo el efecto de prohibir un impuesto federal sobre la renta de la propiedad.
La Constitución no niega la potestad de gravar los bienes muebles e inmuebles, ni que éstos sean impuestos directos. Debido a las dificultades políticas de gravar los salarios individuales sin gravar los ingresos de la propiedad, un impuesto federal sobre la renta no fue práctico desde el momento de la decisión tomada en el caso: Pollock v. Farmers' Loan Trust Company (1895) hasta el momento de la ratificación de la Decimosexta Enmienda a la Constitución de los Estados Unidos.
Así, la ley tributaria de 1894 fue declarada inconstitucional y efectivamente derogada.

## Después de la Decimosexta Enmienda
En 1909, quince años después de la sentencia del caso: Pollock v. Farmers' Loan Trust Company (1895), el Congreso tomó dos medidas para hacer frente a sus crecientes necesidades de ingresos.
1. Establecimiento de un impuesto especial sobre sociedades: el Congreso aprobó un impuesto especial corporativo. El monto del impuesto especial se fijó en el 1% de los ingresos de cada corporación que excedan de $ 5,000. En 1911, la Corte Suprema de los EE. UU. ratificó este impuesto corporativo como constitucional en el caso: Flint v. Stone Tracy Company,[13] en el que el tribunal dictaminó que el impuesto era un impuesto especial sobre el privilegio de hacer negocios en forma corporativa; y
2. El 12 de julio se inició la tramitación de lo que sería la Decimosexta Enmienda a la Constitución de los Estados Unidos, la cual tenía el siguiente contenido: "The Congress shall have power to lay and collect taxes on incomes, from whatever source derived, without apportionment among the several States, and without regard to any census or enumeration" (El Congreso tendrá facultad para establecer y recaudar impuestos sobre las rentas, cualquiera que sea su origen, sin prorrateo entre los diversos Estados y sin consideración de censo o empadronamiento alguno.)

Para febrero de 1913, las tres cuartas partes requeridas de los estados ratificaron la Decimosexta Enmienda, agregando así la enmienda a la constitución.
Más tarde ese año, el Congreso promulgó el Revenue Act of 1913 (también conocido como Underwood Tariff, porque lo propuso el diputado demócrata: Oscar Underwood). El impuesto oscilaba entre el 1% sobre ingresos superiores a $3.000 y el 7% sobre ingresos superiores a $500.000. El impuesto afectó aproximadamente al tres por ciento de la población. Una disposición separada estableció un impuesto corporativo del uno por ciento, reemplazando un impuesto anterior que solo se aplicaba a las corporaciones con ingresos netos superiores a $5,000 por año. El establecimiento del impuesto sobre la renta se produjo a cambio de una reducción sustancial de los derechos de aduana de un promedio del 40 por ciento a 26 por ciento.
El presidente Woodrow Wilson habían considerado durante mucho tiempo que los aranceles altos eran equivalentes a impuestos injustos para los consumidores, y por lo tanto la reducción de aranceles fue sua primera prioridad al asumir el cargo, en 4 de marzo de 1913.
En 1916, la Corte Suprema de los Estados Unidos confirmó la constitucionalidad del Revenue Act of 1913, a través de la sentencia del caso: Brushaber v. Union Pacific Railroad Company , 240 U.S. 1 (1916).
La Corte Suprema sostuvo que la Ley era constitucional con base en lo siguiente:
1. había poder en virtud de la Decimosexta Enmienda para imponer el impuesto sin prorrateo;
2. la cláusula de debido proceso de la Quinta Enmienda no es una limitación sobre el poder impositivo del Congreso de los Estados Unidos; y
3. el estatuto no violó la cláusula de uniformidad del Artículo I, Sección 8 de la Constitución.